# Хенераль-Панфило-Натера (муниципалитет)
Хенераль-Панфило-Натера (исп. General Pánfilo Natera) — населённый пункт и муниципалитет в Мексике, входит в штат Сакатекас. Население 21 398 человек.

## История
Город основан в 1928 году .